# Никифор Василаки (богослов)
 Тази статия е за византийски богослов и автор от XII в.  За византийския военачалник от XI в. вижте Никифор Василаки (военачалник).  
Никифор Василаки (на гръцки: Νικηφόρος Βασιλάκης, ок. 115 – след 1182) е византийски богослов, ритор и автор от средата на XII век, занимавал се с тълкуването на „Апостола“ в Патраишеската школа в Константинопол. Заедно със Сотирих Пантевген и майстора на риторите Михаил Солунски развива рационални възгледи по някои християнски догмати, които са осъдени на Константинополския синод през 1156 – 1157 г. Автор е на реторически съчинения, слова, сатири, комедии, стихотворения, както и на няколко запазени писма.

## Живот и творчество
Роден е около 1115 г. в знатно семейство, което някога имало добра военна репутация. Предците му по бащина линия били представители на военната аристокрация, а тези по-майчина – на бюрократичните среди, като вуйчо му заемал влиятелен пост в императорската администрация. Извесетен е един негов брат – пълководец на име Константин Василаки, по повод на чиято смърт през 1155 г. по време на експедицията на император Мануил I Комнин срещу норманите в Сицилия Никифор Василаки съставя монодия.
Никифор Василаки получава изключително добро образование и противно на семейните традици, избира литературното поприще. Началото на кариерата си започва най-вероятно като учител в частни школи, по-късно постъпва на служба като императорски нотарий. През 1140 г. започва преподавателска работа в Патриаршеската школа към „Света София“, първоначално като майстор на риторите, а след това и като дидаскал на Апостола (професор, преподавател). Плод на опита му като преподавател и професор по риторика е трудът му Прогимназмати – колекция от риторически упражнения за усвояване на прозаическото изкуство и умението да се декламира, в която включил материали по история, морфология, богословие и литературни образци, в това число и басни.
Като преподавател, създал собствена методика на обучение, и изкусен ритор, отличаващ се с характерния си стил, Василаки става изключително популярен сред аристократичните среди на константинополското общество и бързо става част от приближения кръг на император Йоан II Комнин. По време на кампаниите на Йоан II в Киликия и Сирия между 1136 и 1138 г. Василаки, в качеството си на придворен панагерист, съставя и произнася серия от панагерици и похвални слова за императора и лица от неговия антураж – панагерик за император Йоан II Комнин, панагерик за патриарх Йоан Музалон, похвално слово за севаста Адриан Комнин - племенник на Алексий I Комнин и архиепископ на България, похвално слово за великия доместик Йоан Аксух, похвалао великия номофилакс и орфантроф Алексий Аристин. От ранния мунтворчески етап е и едно негово произведение, наречено Похвала на псето. Панагерика за патриарх Йоан Музалон Василаки пише в защита на патриарха, срещу каноничността на чието назначение през декември 1147 г. се обявили някои от епископите.
Успехите и популярността на Василаки в преподаването на Апостолските четива били толкова големи, че събудили завистта на другите преподаватели в академията и предизвикали конфликст с патраирха, който заповядал на Василаки да излага пред аудиторията си своите екзегези на Апостола, без да се отклонява от доктриналните им тълкувания, поместени в стандартния патраршески коментар върху Посланията на апостол Павел, вероятно написан от Теофилакт Охридски. Освен това заради позициите, които заема по доктриналния спор за естеството на евхаристията, упадъкът в кариерата на Никифор Василаки става неизбежен. В основата на тази полемика стояла различната интерпретация на част от литургията на Йоан Златоуст за евхаристията, направена от дякона в „Света София“ Сотирих Пантевген, когото готвели за следващ патриарх на Антиохия, който интерпретирал различно въпроса дали Христовото жертвоприношение на кръста се предлага само на Отца и на Светия Дух, или и на трите проявления на Светата Троица едновременно. Никифор Василаки заел позицията на Пантевген, че Христовата жертва се поднася единствено на Отца, до което достигали чрез прилагането на рационалистични методи и подходи, почерпени от античната философия. Патриаршеският синод обаче потвърдил, че Христос едновременно и поднася, и приема жертвата си на кръста, съответно, като апостас на въплътеното Слово и съгласно божествената си природа. Според по-късния историк Йоан Кинам, доктриналният спор бил започнат именно от Никифор Василаки. Позициите на Василаки веднага получили политическо отзвук – на 26 януари 1156 г. синодът, проведен в Константинопол в присъствието на император Мануил I Комнин, отстранява Никифор Василаки от всички заемани длъжности и го осъжда на заточение във Филипопол.
По време на заточението си Никифор Василаки се отдава на литературна дейност. Около 1160 г. съставя каталог на своите произведения, снабден с обширно въведение, в което разказва за образованието си, за работата си като ритор и преподавател, за литературните си занимания. В него споменава някои от ранните си произведения, които не са запазени, като четири сатири и комедии и няколко стихотворения. Вероятно по някое време му било позволено да се завърне в столицата, но не му позволили да заеме никаква обществена длъжност. Предполага се, че до края на живота си се занимава като частен учител по красноречие. От последните години на живота му датират и четирите му съхранени писма, адресирани до негови ученици и приятели, и едно Обвинение срещу Багой, който бил виновен за падението му. Умира след 1182 г.

### Цитирана литература
- ((ru)) Никифор Василаки. Новая философска энциклопедиия. – Электронная библиотека Института философии РАН, 2018, https://iphlib.ru/library/collection/newphilenc/document/HASHd07849229cc1c02e74c0d0, посетен на 1 януари 2025
- ((ru)) Никифор Василаки. – Православная энциклопедиия, электронна версия, 06.09.2022, 2022, https://www.pravenc.ru/text/2565524.html
- ((en)) Angold, M. (1995). Church and politics under Manuel I Comnenus. Church and Society in Byzantium under the Comneni, 1081–1261.. Cambridge University Press (published online on 06 July 2010), pp. 173-178, doi:10.1017/CBO9780511562341.006
- ((en)) Browning, Robert (1962). The patriarchal school at Constantinople in the twelfth centur. – Byzantion, 32(1),  11–40, JSTOR 44169043, http://jstor.org/stable/44169043
- ((en)) Kazhdan, Alexander (ed) (1991). Basilakes, Nikephoros. – Oxford Dictionary of Byzantium. Oxford and New York: Oxford University Press, ISBN 0-19-504652-8, COBISS.BG-ID: 1107246820, https://archive.org/details/odb_20210521/page/262/mode/2up
- ((en)) Gollo, Giulia (2022). Self-Portrait from the Exile: Nikephoros Basilakes’ Third Letter. – Parekbolai, 12 (2022),  1-26, doi:10.26262/par.v12i0.8509, https://ejournals.lib.auth.gr/parekbolai/article/view/8509/8272